# Axolotl Overkill
Pour plus de détails, voir Fiche technique et Distribution.
Axolotl Overkill est un film dramatique allemand écrit et réalisé par Helene Hegemann et dont la première mondiale a eu lieu le 20 janvier 2017 au festival du film de Sundance où le film est présenté en compétition dans la section World Cinema Dramatic. Le film est adapté par la réalisatrice de son premier roman, Axolotl Roadkill, publié en 2010.

## Synopsis
Après la mort de sa mére, Mifti, 16 ans, s'éloigne de son pére narcissique et de sa fratrie. N'ayant pas d'amies de son age, elle passe son temps avec des adultes téméraires et tombe amoureuse d'Alice, une escroc plus agée avec qui elle a des relations sexuelles. Elle se lie d'amitié également avec Ophelia, actrice et droguée. Les deux femmes s'embarquent alors dans une aventure de trois jours dans les clubs de Berlin.

## Fiche technique
- Titre : Axolotl Overkill
- Réalisation : Helene Hegemann

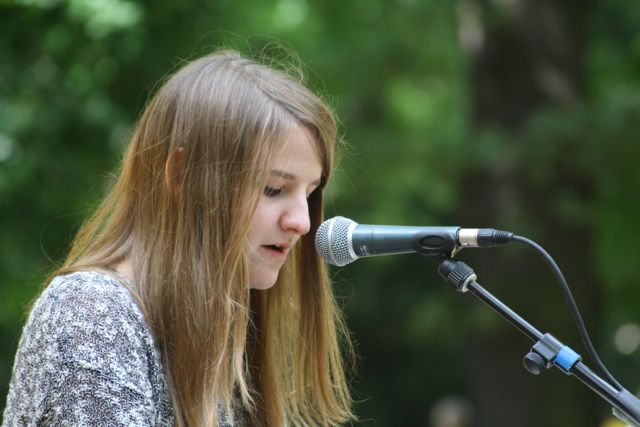
La réalisatrice Helene Hegemann.

- Scénario : Helene Hegemann, d'après son roman Axolotl Roadkill
- Photographie : Manuel Dacosse
- Montage : Bettina Böhler
- Musique :
- Pays d'origine : Allemagne
- Langue originale : allemand
- Format : couleur
- Genre : dramatique
- Durée : 94 minutes
- Dates de sortie : 
  -  États-Unis : 20 janvier 2017 (festival du film de Sundance)

## Distribution
- Jasna Fritzi Bauer : Mifti
- Arly Jover : Alice
- Laura Tonke : Anika
- Mavie Hörbiger : Ophelia
- Nikolai Kinski : Mr. Kroschinske
- Julius Feldmeier : Edmond
- Sabine Vitua : Desiree
- Hans Löw :
- Lorna Ishema :